# Fire Serpent
Pour plus de détails, voir Fiche technique et Distribution.
Fire Serpent est un téléfilm de science-fiction et d'horreur canado-américain réalisé par John Terlesky et diffusé le 24 février 2007 sur Sci Fi Channel.

## Histoire
Une forme de vie, échappée d'explosions solaires, est arrivée sur la terre il y a des milliers d'années. Ces serpents de feu ont inspiré des légendes bibliques à propos d'anges et de démons. De nos jours, un spécimen a été capturé par l'armée, qui compte bien s'en servir comme arme. Mais ce dernier s'échappe. Un pompier épaulé par un ex-scientifique et un policier tente de stopper la créature. Un agent du gouvernement, fanatique religieux pensant que le serpent a été envoyé par dieu pour purifier la terre par le feu, tente lui aussi de retrouver la créature, et il est prêt à tout pour y arriver...

## Fiche technique
- Titre : Fire Serpent
- Réalisateur : John Terlesky (en)
- Scénario : Judith et Garfield Reeves-Stevens (en)
- Sociétés de production : CineTel Films (en), Première Bobine
- Pays d'origine : Américain, Canadien
- Genre : Science-Fiction, Horreur
- Durée : 89 minutes
- Année de production : 2007
- Film pour tout public lors de sa sortie en France

## Distribution
- Nicholas Brendon : Jack Relm
- Sandrine Holt : Christina Andrews
- Randolph Mantooth (en) : Dutch Fallon
- Robert Beltran : Cooke
- Lisa Langlois : Heather Allman
- Patrice Goodman : Billie
- Richard Clarkin : Kohler
- Steve Boyle : Dave Massaro
- Diego Klattenhoff : Dutch jeune
- Michelle Morgan : Donna Marks
- Vito Rezza : le Barman
- Joseph Motiki (en) : lieutenant
- Marco Bianco : Homme d'État